# Биго, Трофим
Трофим Биго́ (фр. Trophime Bigot, 8 июня 1579, Арль — 21 февраля 1650, Авиньон) — французский художник эпохи барокко, работавший в родном Провансе, и, предположительно, в Риме.

## Биография
Биго родился в 1579 году в Арле, и в том же городе начал свою творческую карьеру. С 1614 до примерно 1620 года он работал в Экс-ан-Провансе. Примерно с 1620 по 1638 год — предположительно, в Риме. В 1638—1642 годах — снова в Экс-ан-Прованс, в 1642—44 — возможно, в Арле, с 1644 —  в Авиньоне, где в 1650 году скончался. Отпевание художника состоялось в авиньонской церкви Святого Петра 21 февраля того же года.

## Творчество и гипотезы
В Провансе, как в начале, так и в конце карьеры, Биго создавал алтарные картины, провинциальные и сравнительно посредственные по своей художественной манере.
В 1960 году британский искусствовед Бенедикт Николсон (англ.) впервые сгруппировал воедино около 40 старинных картин с изысканными световыми эффектами, как работы анонимного художника, которого он условно назвал Мастером света свечи. Первоначально предполагалось, что авторами этих работ могли быть Геррит ван Хонтхорст, Маттиас Стом или Жорж де Латур. В 1964 году тот же Николсон (по другим данным, Жан Бойе) впервые предложил для них авторство Биго.
Эта гипотеза в начале получила широкое признание, но в дальнейшем подверглась критике. Так, искусствовед Жан-Пьер Кюзен в 1979 году предположил, что лишь некоторые из картин, сгруппированные Николсоном вместе, как работы Мастера света свечи, были написаны Биго.
Кроме того, краеугольным камнем всех отождествлений являлось утверждение о почти 20-летнем пребывании художника в Риме в 1620-х и 1630-х годах. Изучение городских архивов Арля, проведённое в 1980-е годы исследователем Жаном Бойе, показало, что Биго, покидая город, доверил одному из местных купцов вести свои финансовые дела. В дальнейшем Биго стал считаться пропавшим без вести, так как о нём не получали вестей около трёх лет, и, поскольку у Биго не было детей, о которых было бы известно в Арле, кузен художника начал тяжбу за признание имущества Биго выморочным и объявление себя его наследником. Художник снова появился в Арле только почти 20 лет спустя, и, согласно, сохранившемуся документу от 1651 года, на момент смерти не имел прямых наследников.
Кроме того, еще в 1978 году исследователем Оливье Мишелем в римских архивах были найдены упоминания художника по имени Джакомо Масса, которому были предположительно переатрибутированы многие работы Мастера Света Свечи (См. Мастер света свечи и Джакомо Масса).
На сегодняшний день не существует полной ясности ни в одном из вопросов, связанных с художником, а именно, является ли Биго Мастером света свечи (то есть, автором по крайней мере, значительной части приписываемых работ), написал ли он хотя бы часть работ из корпуса, приписываемого этому анонимному мастеру, писал ли он вообще работы со световыми эффектами, и были ли Биго из Арля и Биготти из Рима одним и тем же лицом.

## Галерея
Авторство представленных ниже картин не является установленным окончательно. Картины представлены для иллюстрирования манеры (в том числе, световых эффектов) полотен, некоторыми искусствоведами приписываемых Биго.

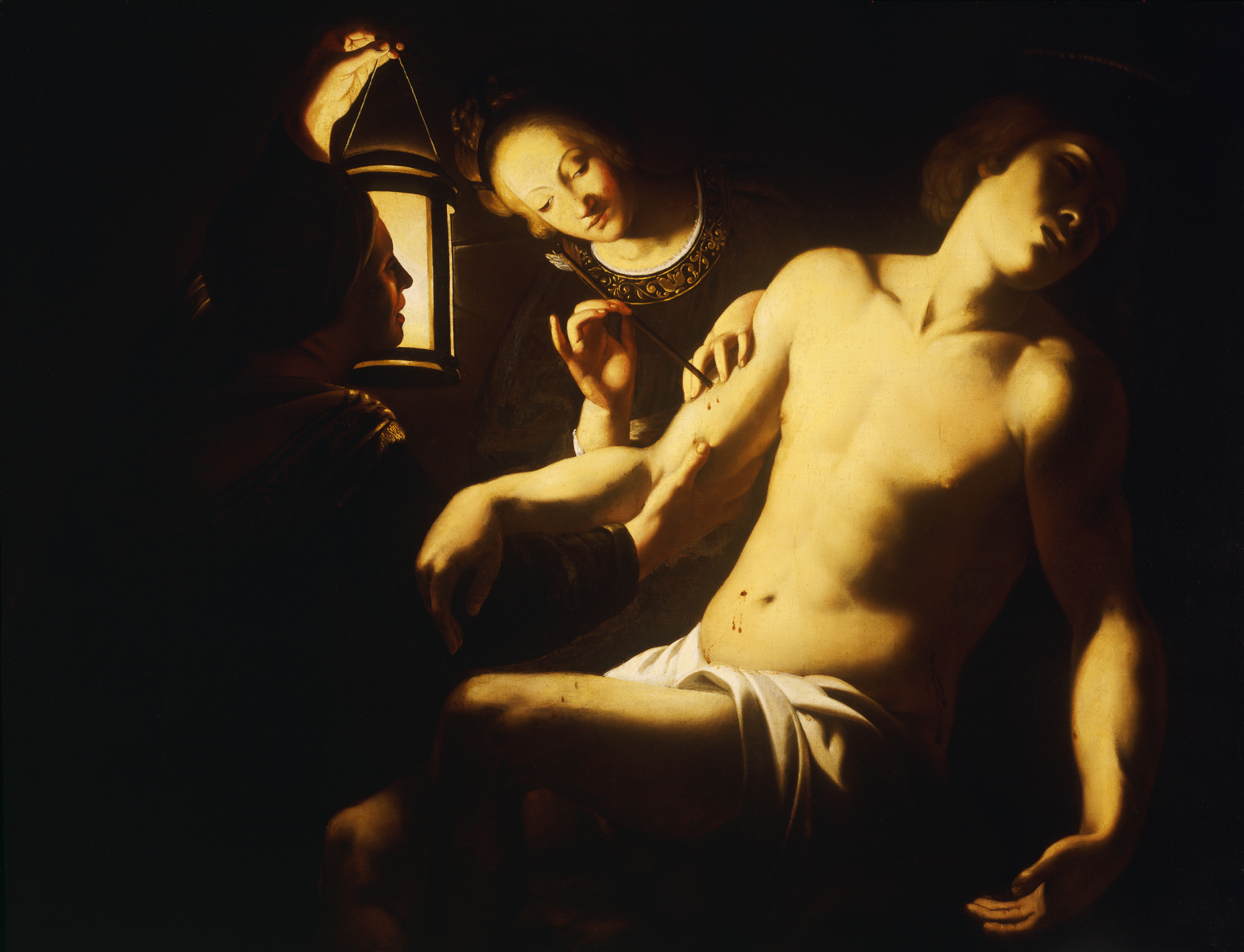
Святой Себастьян и благочестивая вдова Ирина
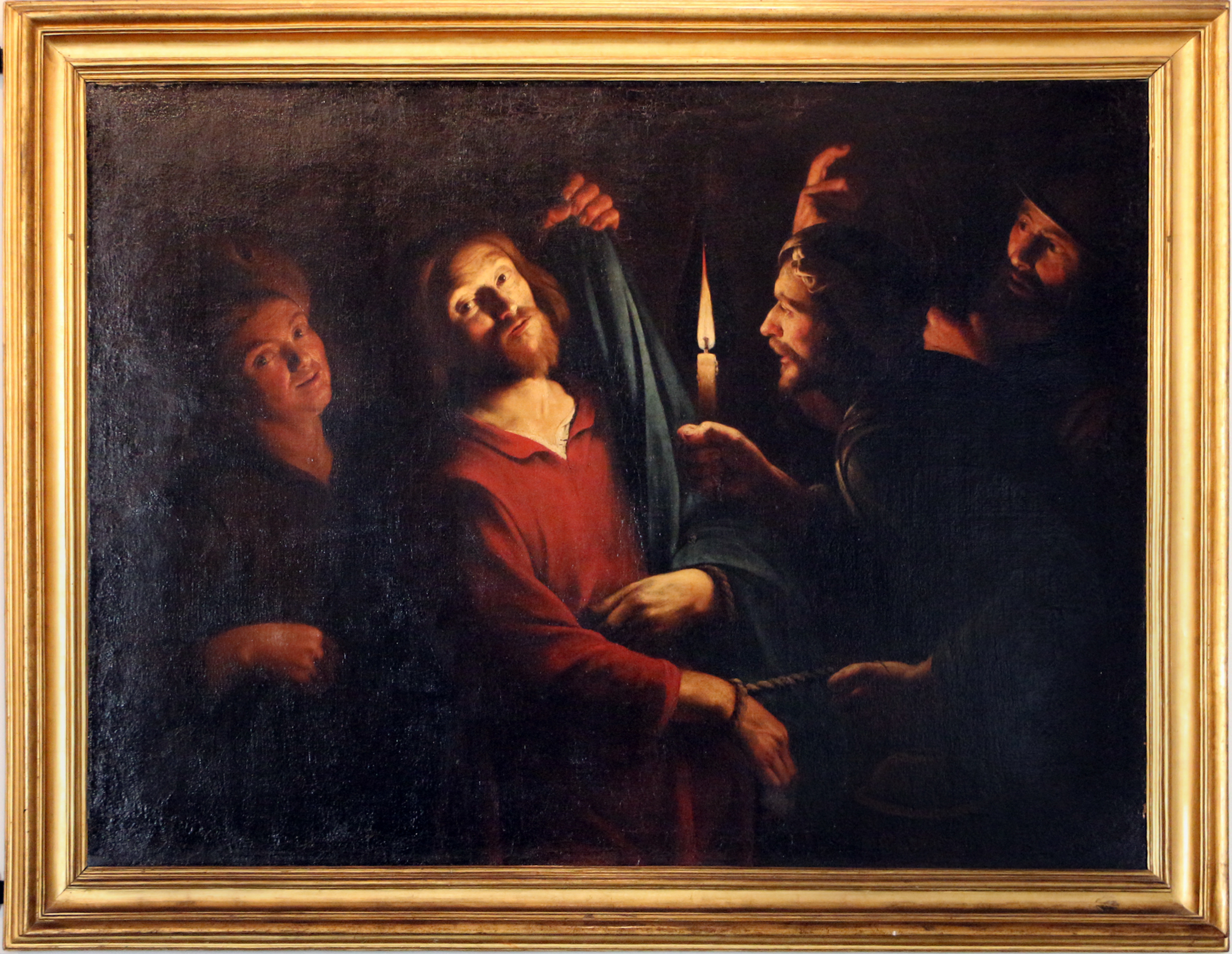
Арест Иисуса Христа
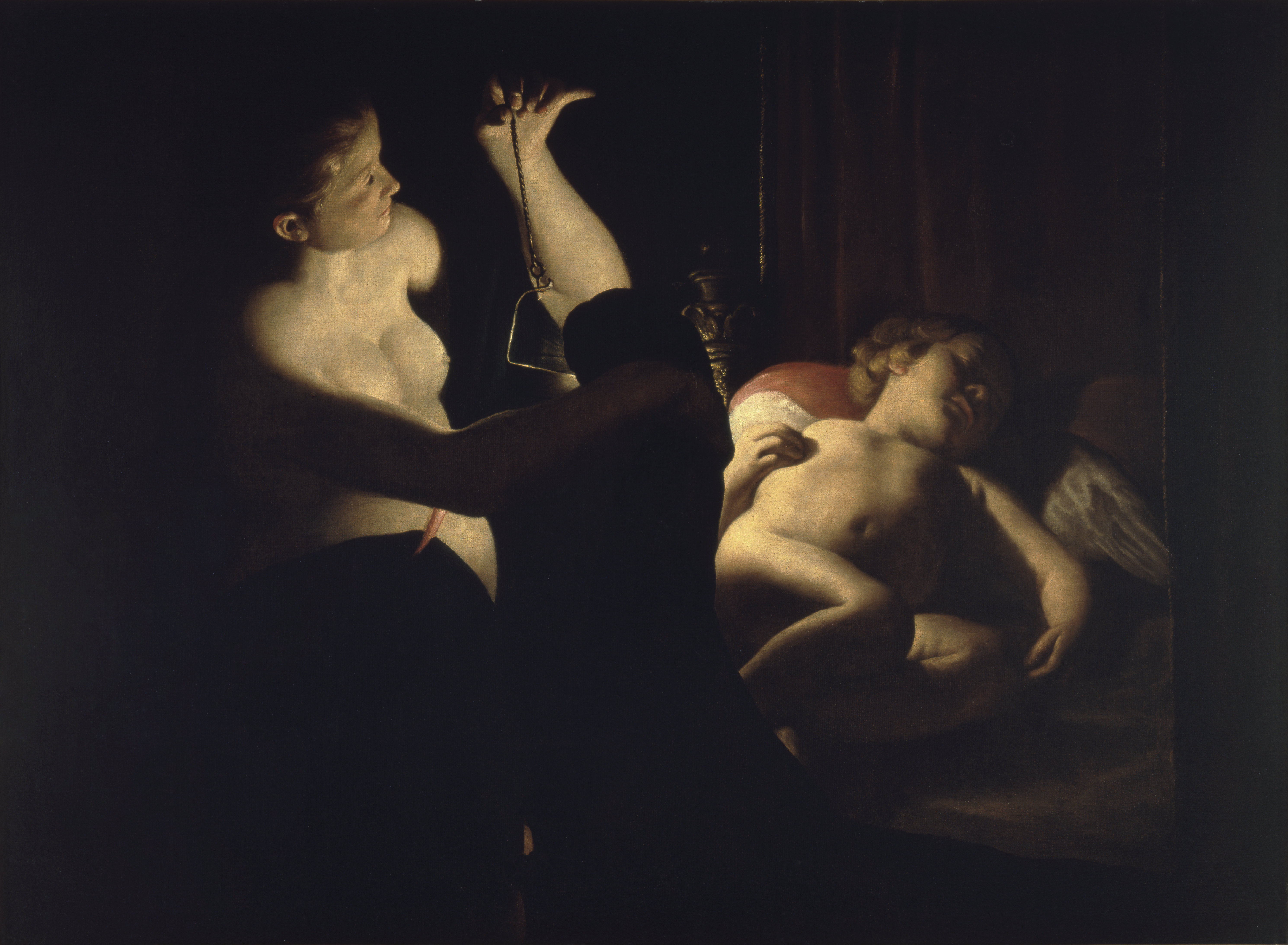
Купидон и Психея
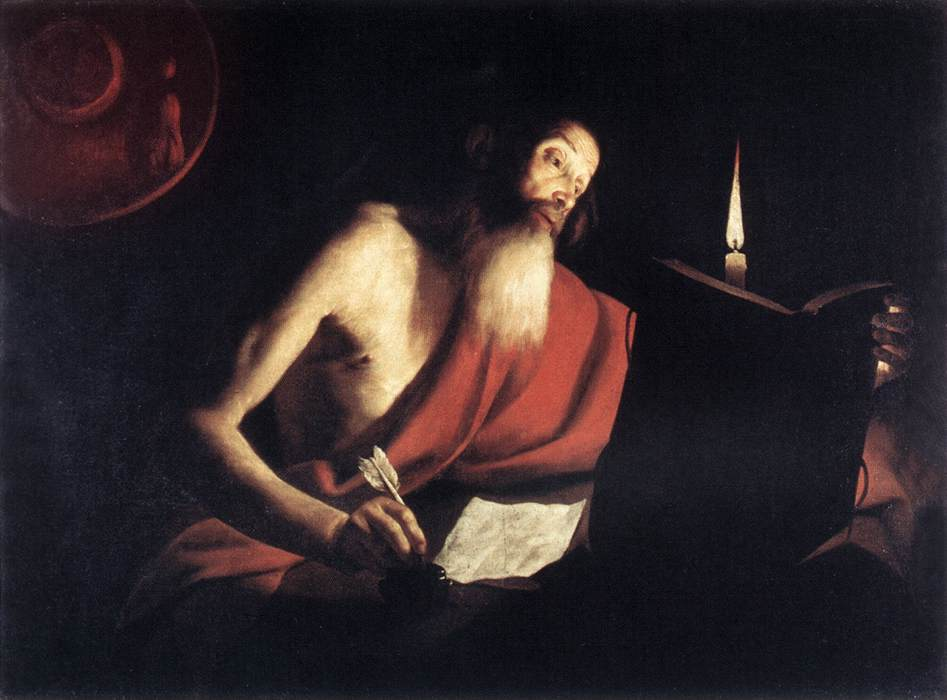
Святой Иероним